# Antonio Matani
Antonio Matani (1730-1779) est un médecin et mathématicien italien.

## Biographie
Antonio Matani naquit à Pistoie, le 27 juillet 1730. Après avoir fait ses humanités au collège de cette ville, il entra au séminaire épiscopal, où il étudia la philosophie et les mathématiques avec de tels progrès, qu’il fut choisi au bout de trois ans pour y enseigner la géométrie. Cette science ne pouvant encore le fixer, il résolut de s’adonner à la médecine, et se rendit, en 1750 , à Pise, où il suivit avec tant d’ardeur les leçons des plus célèbres professeurs, qu’il reçut le bonnet de docteur le 31 mai 1754. Bientôt il partit pour Florence, où son savoir, sa vie studieuse, et les observations curieuses qu’il publia sur diverses maladies, le firent agréger au collège des médecins de cette ville. L’empereur François lui donna, en 1756, une chaire de philosophie dans l’Université de Pise ; et il y enseigna ensuite la médecine, ainsi que l’anatomie à l’hôpital de Pistoie. Il entreprit, en 1760, un voyage dans les montagnes des environs, et il en rapporta plusieurs observations importantes. Outre les langues grecque, latine et italienne, il savait encore le français et l’anglais. Membre correspondant des sociétés royales de Londres, Göttingen, Montpellier, de celle des Curieux de la nature, de la société économique de Berne, et d’autres ; il contribua par ses travaux au succès des Journaux de médecine et d’histoire naturelle, imprimés à Venise. Il fournit des articles intéressants au Journal de Pise, et à celui de la littérature générale de l’Europe et surtout d’Italie, également imprimé à Venise. Il projetait de donner une histoire littéraire des écrivains de son pays, lorsque la mort l’enleva le 21 juin 1779.

## Œuvres

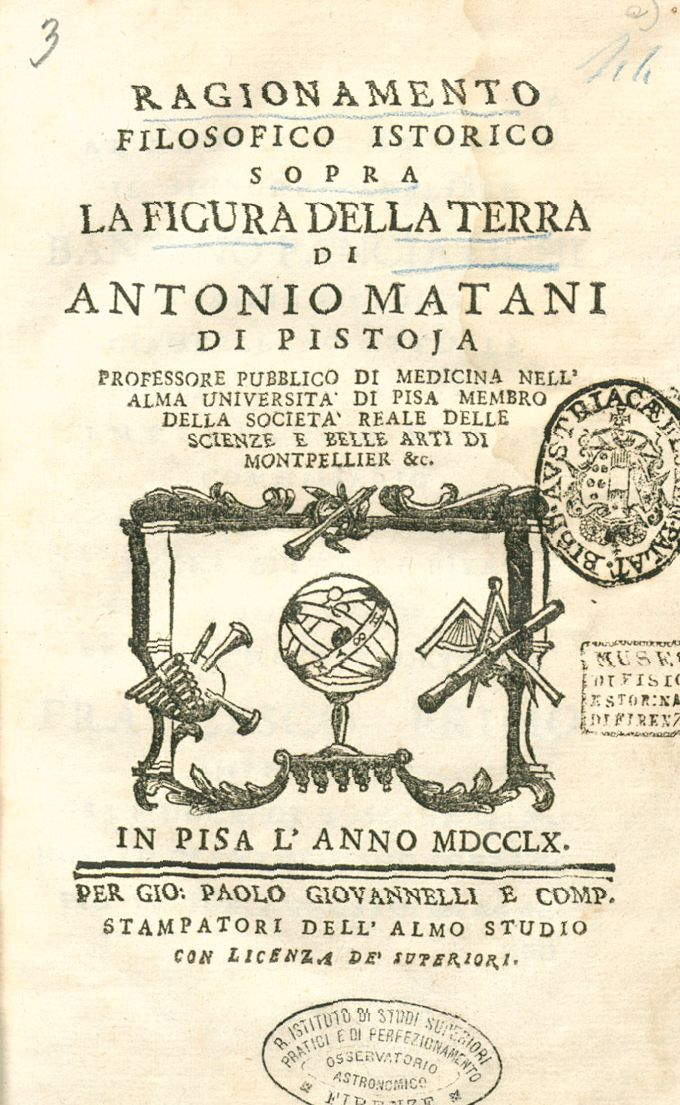
Ragionamento filosofico istorico sopra la figura della terra, 1760

Matani a laissé, en latin et en italien, un grand nombre d’ouvrages sur la philosophie, la médecine et l’histoire naturelle, des préfaces, des traductions, et différents articles insérés dans les journaux d’Italie. Nous indiquerons les suivants :
- De anevrysmaticis præcordiorum morbis, Florence, 1756 ; Livourne, 1761.
- Heliodori Larissæi capita Opticorum græce conscripta et latine reddita, Pistoie, 1758. Le texte est peu correct, et la traduction peu exacte.
- Della figura della Terra, Pistoie, 1760.
- Delle produzioni naturali del territorio Pistoiese, ib., 1762, in-4° de 110 pag., avec 2 pl. et une carte.
- De philosophicis Pistoriensium studiis dissertatio, Augsbourg, 1764, in-4° de 32 pag. ; terminé par un catalogue alphabétique de tous les auteurs de Pistoie qui ont écrit sur des matières philosophiques, au nombre de quatre-vingt-dix, mais dont plus de la moitié étaient encore inédits.
- Elogio di mons. Michel-Angelo Giacomelli, Pise, 1775 : Matani donna en latin la Vie du même prélat, dans l’édition qu’il publia, deux ans après, des Prologues sur Terence et Plaute.
- De nosocomiorum regimine commentarius epistolaris, dans la Nuova Raccolta de Calogerà, tom. XVII.